# Edineț
Edineț (russisch Единец Jedinez) ist eine Stadt und das Verwaltungszentrum des gleichnamigen Rajons im Norden der Republik Moldau. Die 18.400 Einwohner zählende Stadt (Berechnung 2015) ist ein geschäftiges regionales Marktzentrum und ein Leichtindustriestandort mit Nahrungsmittelproduktion und Holzverarbeitung. Bis zu ihrer Vertreibung oder Ermordung 1941 lebte in Edineț eine jüdische Bevölkerungsmehrheit.

## Lage

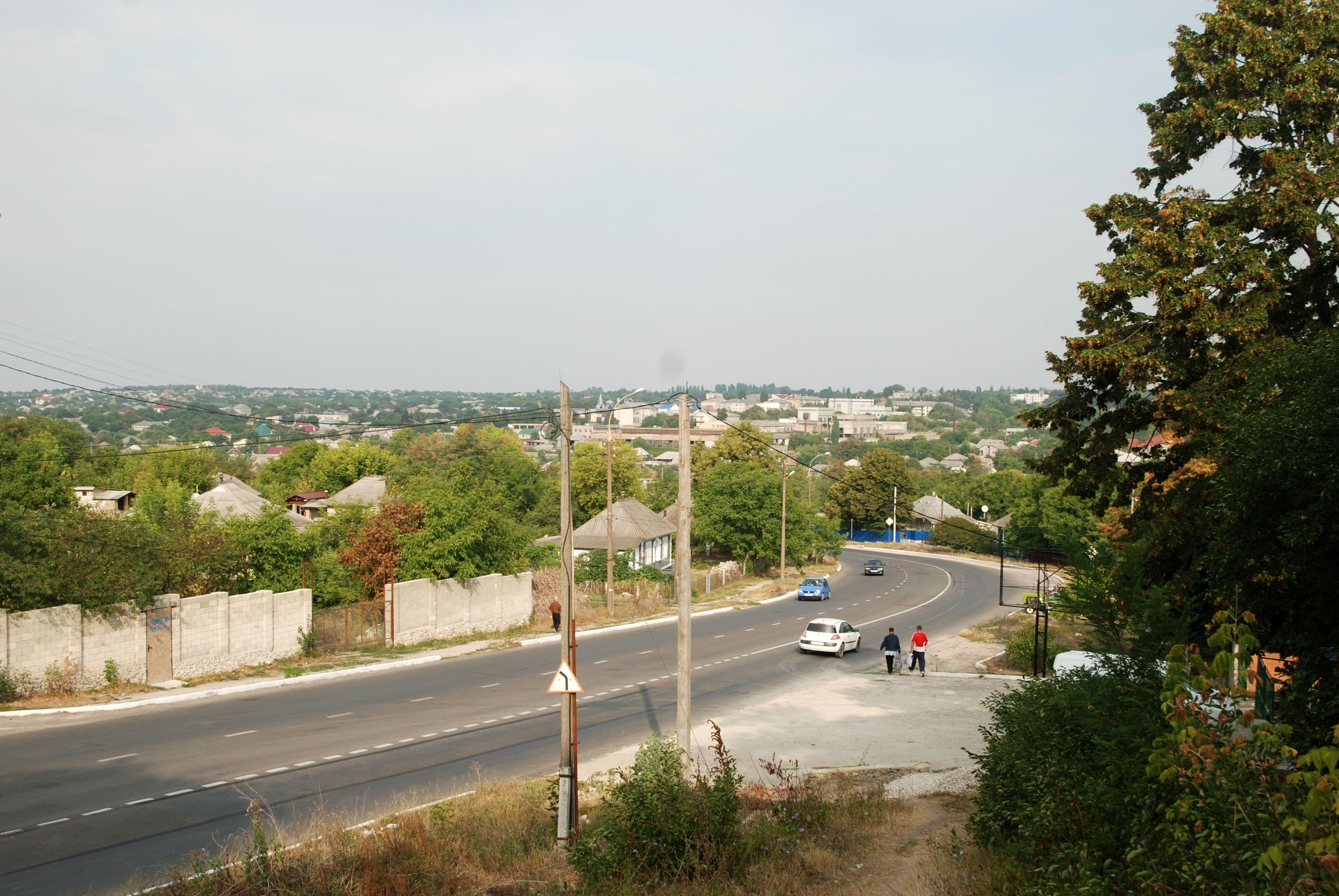
Durchgangsstraße im Süden. Weitläufige Außenbezirke mit dörflicher Struktur

Edineț liegt rund 200 Kilometer nordwestlich der Landeshauptstadt Chișinău entlang der Fernstraße M 14, die von Chișinău zunächst nach Bălți, der größten Stadt Nordmoldaus (61 Kilometer von Edineț entfernt), und weiter nach Briceni kurz vor der ukrainischen Grenze führt (29 Kilometer nordwestlich von Edineț). Etwa 15 Kilometer sind es auf einer Nebenstraße in südwestlicher Richtung bis zum Dorf Brinzeni. Hinter Brinzeni beginnt eine besondere Hügelformation mit Kalksteinfelsen, die sich parallel zum Fluss Pruth erstrecken, der die Grenze zu Rumänien bildet. Bei Brinzeni wurden in einer Höhle Siedlungsspuren aus der Steinzeit (ab 35.000 v. Chr.) und Bronzezeit (4000–1000 v. Chr.) entdeckt. In der Gegenrichtung führt eine Straße über Ocnița entlang der ukrainischen Grenze nach Otaci im äußersten Nordosten des Landes. Die E 583 verbindet Edineț direkt mit Otaci.
Auf den flachwelligen, 100 bis 300 Meter hohen Hügeln Nordmoldaus mit natürlichem Grasbewuchs gedeihen auf Feldern mit überwiegend Braunerdeböden Weizen, Mais und Sonnenblumen. Um Edineț werden überdies auf großen Plantagen Apfelbäume gezüchtet. Apfelsaftkonzentrat ist – nach Wein, der im Norden nicht gedeiht – ein bedeutendes Exportprodukt im Bereich der Lebensmittelproduktion. Ferner wird in der Umgebung Rinder- und Schafzucht betrieben.

## Geschichte

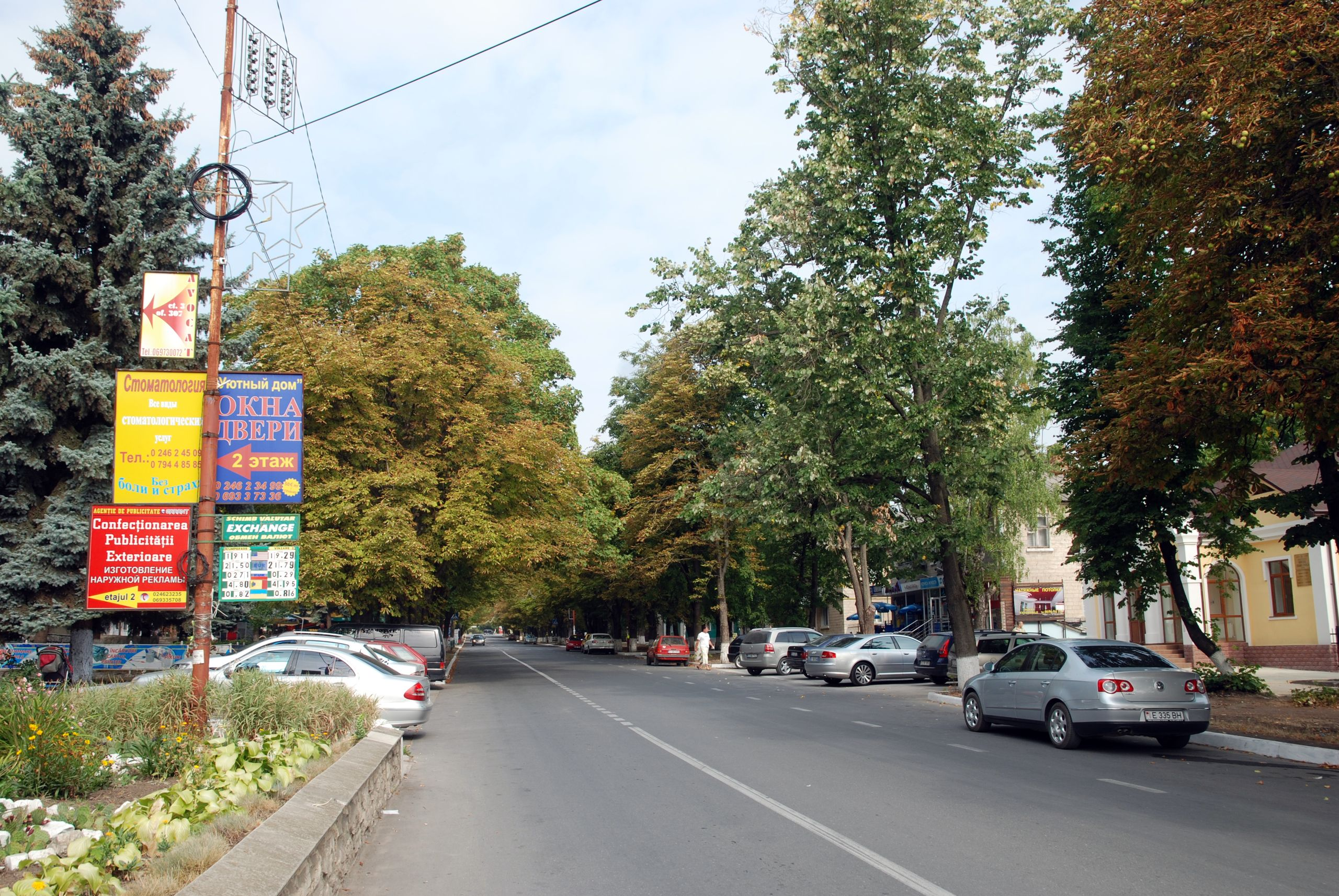
Hauptstraße (Strada Independenței) im Zentrum

Eine Siedlung mit dem Namen Edineț wurde Anfang des 19. Jahrhunderts, vermutlich 1820 gegründet. Die Herrschaft über den Landstrich Bessarabien, in dem der Ort lag, wechselte bis zum Ende des Zweiten Weltkrieges mehrfach zwischen Rumänien und Russland. Nach dem Sieg des Russischen Kaiserreiches im Russisch-Türkischen Krieg 1812 geriet Bessarabien vom osmanischen in den russischen Machtbereich. Seitdem wanderten viele jüdische Handwerker und Händler aus Polen, der Ukraine und Galizien nach Bessarabien, das zu den ausgewählten Gebieten gehörte, in denen sich Juden im Russischen Reich niederlassen durften. Juden hatten 1859 einen Anteil von 7,9 Prozent (83.900) und 1897 von 11,8 Prozent (288.168) an der Bevölkerung Bessarabiens. Viele von ihnen wurden in eigenen landwirtschaftlichen Kolonien angesiedelt. Im Jahre 1897 waren von den 10.211 Einwohnern von Edineț 7379 Juden.
Zu den Gründern von Edineț gehörten neben Juden Ukrainer, Moldauer und gewisse Russen, die wegen ihres Minderheitsglaubens verfolgt wurden. Um die Mitte des 19. Jahrhunderts machten die Juden etwa zwei Drittel der Einwohner des Ortes aus. Wie überall waren sie hauptsächlich im Handel und Handwerk tätig. Es standen bereits acht jüdische Gebetshäuser, als 1878 mit dem Bau einer großen Synagoge begonnen wurde. Sie wurde jedoch nie fertiggestellt. Es gab ein jüdisches rituelles Bad (Mikwe), das als allgemeiner Badeplatz ebenso von Nichtjuden aufgesucht wurde. Die Beziehung zwischen Juden und den übrigen Einwohner werden in dieser Zeit auch sonst als gut beschrieben. In den 1880er Jahren kam es in ländlichen Gebieten zu Unruhen zwischen einzelnen Volksgruppen, weshalb viele Juden gezwungen waren, in die Städte zu ziehen, wo sie um 1900 über ein Drittel der Einwohner stellten. Andere Juden emigrierten in die Vereinigten Staaten, unter anderem genötigt durch ein Pogrom, das am Ostersonntag 1903 in Chișinău stattfand. Nach der Februarrevolution 1917 verbesserte sich vorübergehend die gesellschaftliche Lage der Juden. Am Ende des Ersten Weltkrieges marschierte im Januar 1918 die rumänische Armee in Bessarabien ein, am 5. März 1918 erreichte eine rumänische Einheit Edineț. Deren Kommandant befahl den Einwohnern, eine siebenköpfige Abordnung zur Begrüßung der Truppen zu schicken. Dies war der Vorwand, um die Gruppe als Geiseln gefangen zu setzen. Nachdem am folgenden Tag ein jüdischer Geschäftsmann festgesetzt und erst gegen eine hohe Lösegeldzahlung freigelassen wurde, folgten weitere Übergriffe gegen Juden.
Im Jahr 1930 bestanden die Einwohner Edinețs zu 90,4 Prozent aus Juden (5341 von insgesamt 5908). In den 1930er Jahren blühte die Wirtschaft, vor allem durch die jüdischen Geschäftsleute, die landwirtschaftliche Produkte exportierten. Hühner und Eier aus Edineț wurden nach Palästina verschickt, Tierhäute und Felle bis in die Vereinigten Staaten. Es entstanden Fabriken, die Sonnenblumenöl und Seife herstellten. In Handwerksbetrieben wurden Schuhe, Teppiche und Kleidung gefertigt. Zionistische Juden blieben unbehelligt, während kommunistische Juden immer wieder verfolgt wurden. Letztere formierten sich 1935/36 unter dem Deckmantel einer Berufsorganisation und traten für verbesserte Arbeitsbedingungen ein.
In diesen Jahren gründeten Juden ein Krankenhaus und ein Altenheim. Es herrschte allgemeine Schulpflicht. Neben staatlichen Schulen existierten drei jüdische Bildungseinrichtungen, eine davon wurde auf Initiative der Tarbut-Organisation (Tarbut, hebräisch „Kultur“, überregionale, säkulare, zionistische Bildungsinitiative) eingerichtet. Hinzu kamen acht religiöse Schulen (Cheder) in denen überwiegend Hebräisch unterrichtet wurde. Jugendliche zionistischer Gruppen begannen im Alter von 18 Jahren mit der Hachschara-Arbeit, durch die sie auf die Auswanderung (Alija) nach „Eretz Israel“ vorbereitet werden sollten. Die Agitation gegen kommunistische oder kommunistischer Umtriebe verdächtigte Juden erreichte Ende 1937 in Großrumänien mit der kurzfristigen Regierungsübernahme der beiden vereinigten antisemitischen Parteien von Octavian Goga und Alexandro Cuza, die unter der Namensverbindung ihrer beiden Anführer als Goga-Cuza bekannt sind, einen vorläufigen Höhepunkt. Dadurch verlor der jüdische Bürgermeister von Edineț sein Amt und die Spannungen zwischen Juden und Nichtjuden nahmen zu.

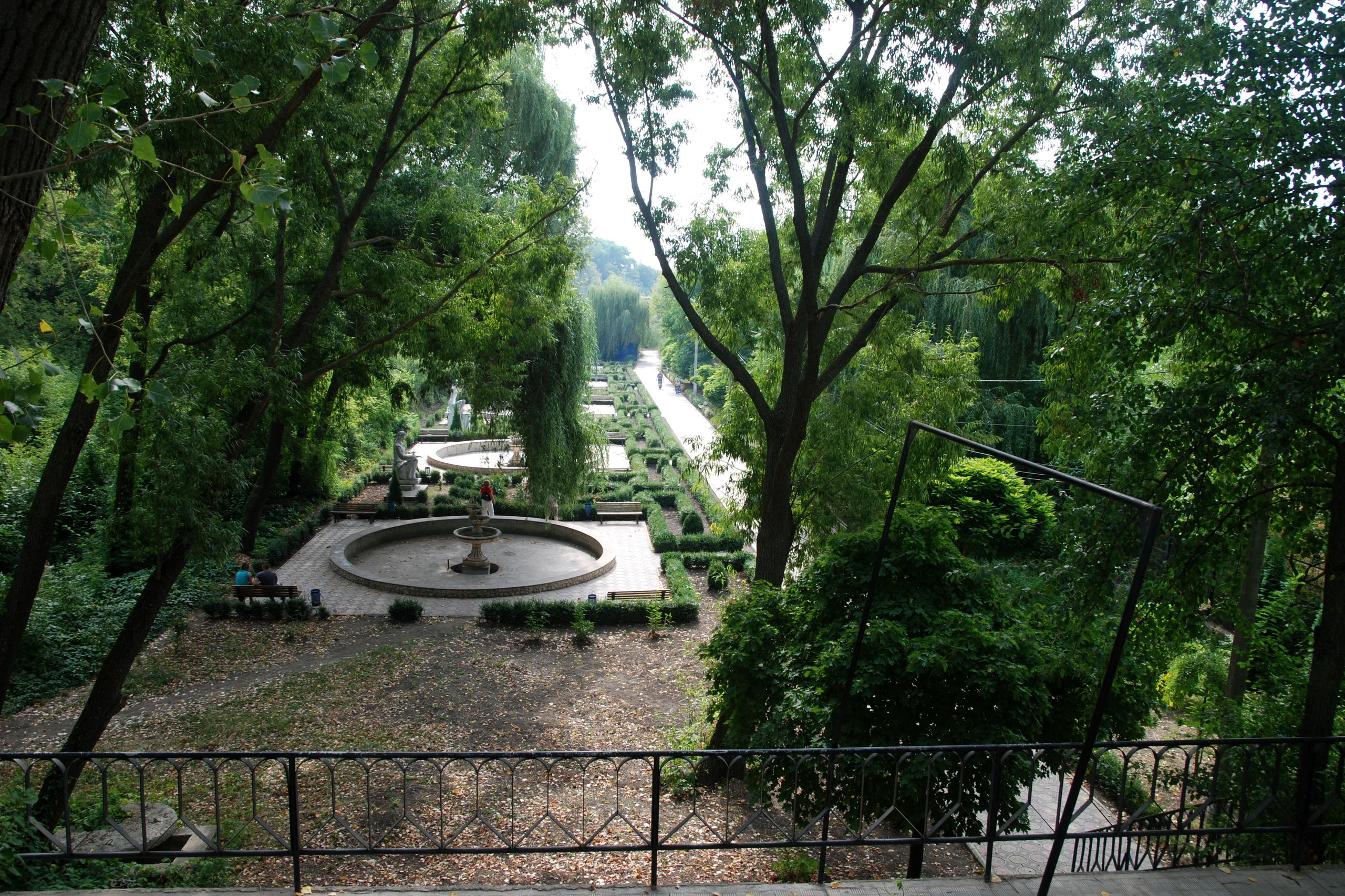
Stadtpark

Am 28. Juni 1940 zog sich die rumänische Regierung Bessarabiens vor der einrückenden Roten Armee zurück. Edineț gehörte bis zum Kriegseintritt Rumäniens am 22. Juni 1941 auf Seiten der Achsenmächte zur Moldauischen Sozialistischen Sowjetrepublik (MSSR). An diesem Tag überquerten rumänische und deutsche Truppen den Pruth und eroberten den Ort Sculeni. Nach Abzug der sowjetischen Armee, die Edineț am 21. Juni 1941 geräumt hatte, landeten die ersten deutschen und rumänischen Fallschirmspringer am 2. Juli in der Nähe der Stadt. Der Krieg in Bessarabien hatte keine klare Frontlinie, er wurde mit großer Grausamkeit gegen die Zivilbevölkerung und mit einer antijüdischen Grundhaltung geführt. Allein bei der Eroberung von Edineț, die unter der Leitung von Hauptmann Nicolescu stand, kamen mehrere Hundert Zivilisten ums Leben. Als Begründung für die hohe Zahl ziviler Opfer behauptet Gheorghe Barbul, der Sekretär Ion Antonescus, in seinen 1950 in Paris erschienenen Memoiren, Nicolescu habe aus Rache für ein Ereignis gehandelt, das er ein Jahr zuvor beim Rückzug vor den russischen Streitkräften selbst gesehen hatte. Laut der Schilderung von Barbul fand Nicolescu im Juni 1940 Hauptmann Enescu in einem erbärmlichen Zustand an einen Masten gefesselt vor. Die jüdischen und ukrainischen Einwohner von Edineț hatten Enescu demnach beschmutzt und mit Urin übergossen, um ihn zu demütigen. Enescu erzählte den Soldaten, was ihm geschehen war und zog sich anschließend zurück, um sich eine Kugel in den Kopf zu schießen. Unabhängig davon, ob die Geschichte frei erfunden war, oder eine Vermischung mehrerer Ereignisse darstellt, verweist allein die Tatsache, dass sich eine solche Erzählung in Umlauf befand auf die damalige Einstellung der Angreifer gegenüber der Bevölkerung. Die Soldaten wollten nicht nur ein Gebiet erobern und den Feind vertreiben, sondern auch Teile der Zivilbevölkerung vernichten oder deren Lebensgrundlage zerstören.
Bis auf einzelne Juden in hohen Verwaltungspositionen blieb der Mehrheit der Juden keine Gelegenheit, mit den Sowjets zu fliehen. Erst nach der Ankunft der deutschen und rumänischen Soldaten wagten einige Juden zu Fuß die Flucht Richtung Otaci. Hunderte Juden, die in der Stadt geblieben waren, wurden innerhalb der folgenden Tage von um sich schießenden rumänischen Soldaten umgebracht. Rumänen, aufgestachelte Einwohner Edinețs und Kleinbauern aus dem Umland vergewaltigten jüdische Frauen und plünderten gemeinsam jüdisches Eigentum. Jüdischer Grundbesitz wurde von den rumänischen Besatzern beschlagnahmt. Innerhalb von zwei Wochen waren 1000 der 5000 jüdischen Einwohner ermordet. Ähnlich wie in Edineț erging es auch den übrigen Juden in Bessarabien, die im Herbst unter dem pauschalen Vorwand, prosowjetisch zu sein, nach Transnistrien deportiert wurden. Spätestens dort kam ein großer Teil von ihnen ums Leben. Die rumänischen Soldaten teilten die jüdischen Bewohner von Edineț in zwei Gruppen. Die erste Gruppe wurde direkt nach Transnistrien geschickt, die zweite Gruppe musste sich zunächst zwischen Sokyrjany (rumänisch Secureni), Briceni und Edineț im Kreis bewegen.
Für die systematische allgemeine Vertreibung der Juden aus Bessarabien und der nördlichen Bukowina wurde in Edineț ein Übergangslager eingerichtet, das vom 20. August bis Ende November 1941 in Betrieb war. Einige 1000 Juden waren von sich aus nach Edineț geflohen, um ihr Leben zu retten, weil sie nicht wussten, dass in der Stadt zu der Zeit keine Juden mehr lebten. In diesem Lager und im Lager von Secureni waren nach einem Bericht, den eine Kommission im Auftrag von General Ion Antonescu vermutlich im Januar 1942 verfasste, 25.000 Juden interniert. Der rumänische Oberst Poitevin berichtete am 9. August 1941 General Ioan Topor, er habe bei seinem Besuch im Lager 10.000 Juden gesehen, die ohne Nahrung, krank und unter schlechten Bedingungen in Häuserruinen lebten. Das Lager bestand aus fünf Straßen, die mit Stacheldraht umzäunt waren. Die darin eingeschlossenen, nach einer Schätzung über 12.000 Juden litten am meisten unter mangelndem Trinkwasser. Täglich starben im Lager Edineț 70 bis 100 Menschen an Hunger oder Erschöpfung, die Kindersterblichkeit betrug 85 Prozent. Die Räumung des Lagers und die Deportation der Juden Richtung Transnistrien fand zwischen dem 1. und 18. Oktober in Konvoys mit je 2500 Menschen statt. Ende des Jahres 1941 lebten praktisch keine Juden mehr in Bessarabien.
Im August 1944 kehrten die sowjetischen Truppen nach Bessarabien zurück und restaurierten die MSSR, die bis zur Unabhängigkeit 1991 existierte. 1940 erhielt Edineț den Status einer Stadt verliehen. Von 1998 bis 2001 war Edineț der Hauptort eines Kreises (județ), der die Distrikte Briceni, Dondușeni und Ocnița umfasste. In einer Gebietsreform wurden die genannten Kreise neben dem Rajon Edineț als eigenständige Bezirke (rajon) ausgegliedert.

## Stadtbild

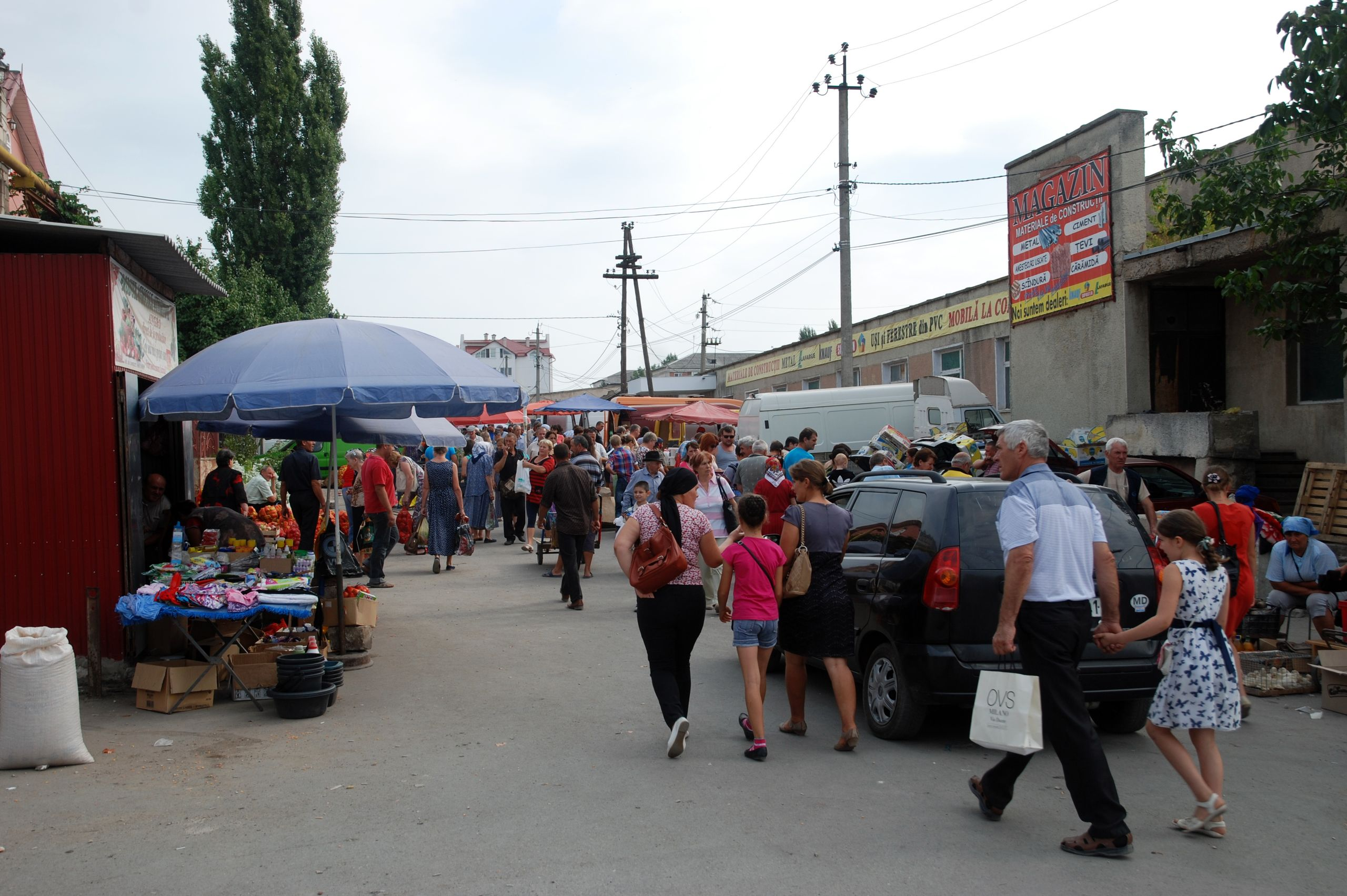
Markt in den Nebenstraßen im Zentrum

Bei der Volkszählung 2004 lebten in Edineț 15.624 Einwohner, die nach ihrer ethnischen Zugehörigkeit unterteilt wurden in: 8.747 Moldauer, 3.394 Russen, 2.682 Ukrainer, 490 Roma, 131 Rumänen, 37 Bulgaren, 23 Gagausen, 18 Juden, 11 Polen und 91 Sonstige.
Die Kreuzung der Fernstraßen liegt im Süden der Stadt, gut zwei Kilometer vom Zentrum entfernt. Die nach Norden weiterführende Straße umgeht die Stadt in einem großen Bogen an der Westseite. Die Straße vom Busbahnhof, 500 Meter nördlich dieser Kreuzung, führt zunächst durch eine ländliche Siedlung, bis sie zur von Südosten nach Nordwesten verlaufenden Hauptachse (Strada Independenței) der Stadt wird. Das große innenstädtische Wohnquartier und Geschäftsviertel erstreckt sich entlang paralleler Nebenstraßen westlich der Hauptstraße. Im zentralen Bereich findet in mehreren Nebenstraßen vormittags ein großer Markt für Gemüse und Obst aus der Umgebung sowie Kleidung und Haushaltswaren statt.
Eine Besonderheit von Edineț ist der nach dem rumänischen Dichter Vasile Alecsandri (1821–1890) benannte Stadtpark, der sich östlich der Hauptstraße auf einer Fläche von 34 Hektar ausdehnt. Der 1963 angelegte Freizeitpark wird von hohen Bäumen beschattet. Fußwege führen an mehreren naturnah angelegten Seen vorbei, deren Ufer dicht mit Büschen und Sträuchern bewachsen ist.
Neben der Holzverarbeitung ist Edineț ein bedeutendes Zentrum der Nahrungsmittelproduktion. Hergestellt werden Milchprodukte, Zucker, Mehl, Konserven und Tabak. Ausländische Direktinvestitionen in die Unternehmen der Stadt summierten sich seit der Unabhängigkeit bis um 2005 auf rund 17 Millionen US-Dollar. Es gibt mehrere höhere Schulen und ein Bezirkskrankenhaus (Centrul Medicilor de Familie).

## Städtepartnerschaften
Edinet unterhält folgende Gemeindepartnerschaften: 
| Stadt              | Land                          | seit |
| ------------------ | ----------------------------- | ---- |
| Cugir              | Ardeal, Rumänien              |      |
| Dorohoi            | Moldova Occidentală, Rumänien | 2013 |
| Kamjanez-Podilskyj | Chmelnyzkyj, Ukraine          |      |
| Onești             | Moldova Occidentală, Rumänien |      |
| Piatra Neamț       | Moldova Occidentală, Rumänien |      |
| Râmnicu Sărat      | Muntenia, Rumänien            | 2010 |
| Săcele             | Ardeal, Rumänien              |      |
| Târgu Ocna         | Moldova Occidentală, Rumänien |      |